# Merkinė

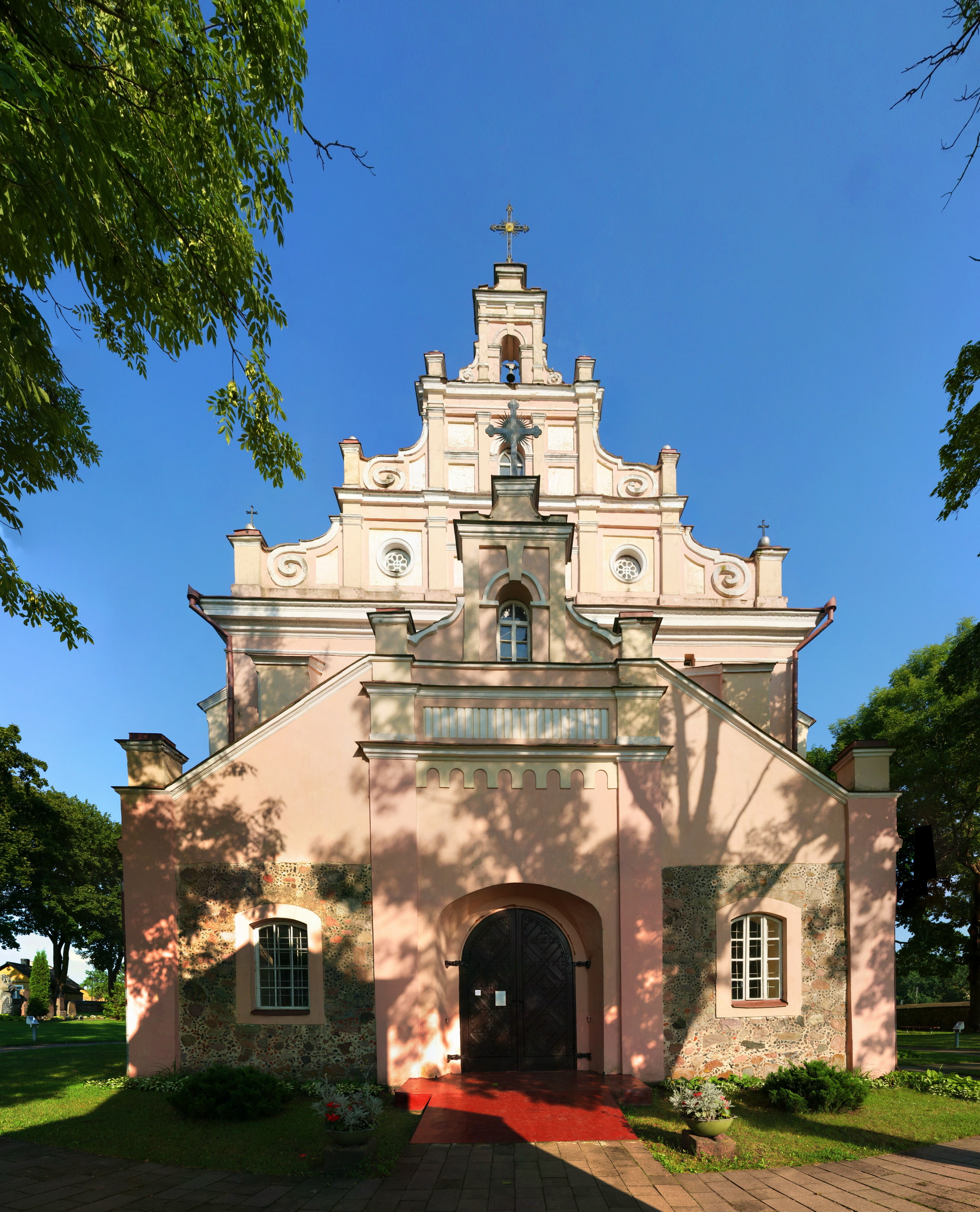
Maria-Himmelfahrt-Kirche in Merkinė

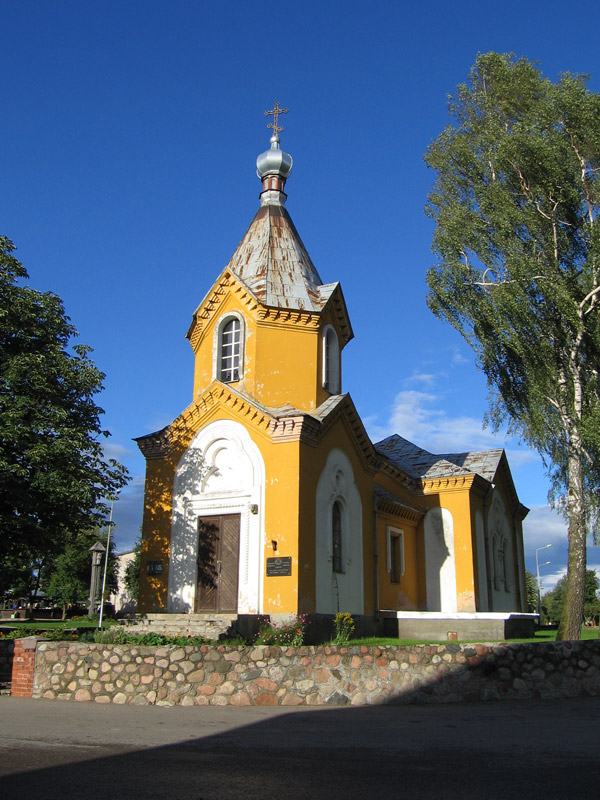
Orthodoxe Kirche des Kreuzes des Herrn in Merkinė

Merkinė ist eine städtische Siedlung in der Rajongemeinde Varėna, im Südwesten Litauens, am Zusammenfluss von Memel und Merkys im Dzūkija-Nationalpark gelegen.
Obwohl mit 1434 Einwohnern größer als etliche Städte (miestai) Litauens, ist es nur als Städtchen (lit. miestelis) klassifiziert. Da es in Litauen nur noch 60 große Selbstverwaltungsgemeinden gibt, ist das Städtchen Merkinė wie die allermeisten Orte Litauens keine Gebietskörperschaft mehr, sondern nur noch Hauptort des an Bevölkerung dreimal so großen – ländlichen – Amtsbezirks Merkinė (seniūnija) der Rajongemeinde Varėna.
Der Ort an der historischen Route Warschau—Vilnius ist der Sterbeort des polnischen Königs Władysław IV. Wasa (1648).
In den nahe gelegenen Wäldern wurden Massengräber von im Zweiten Weltkrieg ermordeten Juden gefunden.

## Geschichte
1359 wurde eine Holzburg an der Memel urkundlich erwähnt, deren Reste heute noch zu sehen sind. Hier sollen Deutschordensritter gegen Litauer gekämpft haben.
1556 bekam Merkinė Magdeburger Stadtrechte. Diese wurden 1569 von Sigismund II. August beglaubigt. 1595 wurde das Rathaus Merkinė, das am Stadtplatz errichtet wurde, erstmals urkundlich erwähnt. 1615 wurde die Maria-Himmelfahrt-Kirche errichtet, die während des Dreißigjährigen Kriegs von einer Kanonenkugel getroffen wurde, die noch heute in der Mauer steckt.
Anfang des 17. Jahrhunderts wurde eine dominikanische Kirche errichtet. Von 1773 bis 1775 zogen die staatlichen Behörden von Merkinė nach Alytus. Bis 1776 stand Merkinė unter Selbstverwaltung. Diese ruhte dann bis 1791, als Merkine für fünf Jahre wieder selbstständig wurde.
1960 wurde die Hauptschule Merkinė errichtet. 2003 wurde eine Pyramide in Česukai, 1 km südlich von Merkinė, gebaut.

## Juden
Jüdische Spuren lassen sich bis 1539 zurückverfolgen, als es einen Streit zwischen einem jüdischen und einem christlichen Mann kam. 1551 wurde den Juden von Merkinė die Sondersteuer („Serebschizna“) erlassen. Im 19. Jahrhundert kamen einige jüdische Gelehrte wie Mordecai Melzer, Isaac b. Elijah Margolis und sein Sohn Max Margolis, aus dem Städtchen, das in jüdischen Quellen auch „Merets“ genannt wird.
Am 23. Juni 1941, kurz nach dem Einmarsch der Wehrmacht in Litauen, erreichten die deutschen Truppen auch Merkinė. Fast gleichzeitig begann auch dort die Judenverfolgung. Aber die deutschen Truppen machten auch Jagd auf Partisanen und Kommunisten. Offiziell wurden alle Verfolgten in Arbeitslager oder in das Gefängnis nach Alytus gebracht, in Wirklichkeit jedoch kurz nach dem Abtransport getötet. Im September 1941 wurden alle Juden des Dorfes von B. Naujokas, dem Polizeichef von Merkinė, zusammengetrieben und in einer Synagoge sowie der jüdischen Schule gefangen gehalten. Etwa 700 Personen aus dem Umfeld, unter anderem aus Leipalingis, Seirijai und Liškiava, wurden ebenfalls von deutschen Soldaten sowie litauischen Hilfskräften, den sogenannten Weißarmbindern, nach Merkinė gebracht.
Am 10. September 1941 wurden alle Gefangenen, nach offiziellen Angaben aus dem Jäger-Bericht 854 Juden, darunter 355 Frauen und 276 Kinder, von Angehörigen der SS sowie litauischen Hilfskräften, dem sogenannten Einsatzkommando 3 ermordet. Heute erinnert eine Gedenktafel (54° 9′ 27,7″ N, 24° 11′ 33″ O) in der Nähe des jüdischen Friedhofs (54° 9′ 36,7″ N, 24° 11′ 31,5″ O) an das dort stattgefundene Massaker.

Das Panoramablick von Befestigungsberg zur Memel und zum Dzūkija-Nationalpark

## Bauwerke
- Die heutige Straßenbrücke über die Memel wurde 1960 neuerrichtet.
- Burgberg an der Mündung der Flüsse Merkys und Nemunas[1][7]
- Jüdischer Friedhof
- Die katholische Kirche Mariä  Himmelfahrt wurde 1615 erbaut.
- Die orthodoxe Kirche des Kreuzes des Herrn in Merkinė wurde 1887 anstelle des abgerissenen Rathauses errichtet.

## Personen
- Władysław IV. Wasa (1595–1648), König von Polen, Sterbe- und Urlaubsort
- Max Leopold Margolis (1866–1932), US-amerikanischer Philologe
- Aleksandras Čyras (1927–2001), Bauingenieur und Professor
- Arvydas Bajoras (* 1956), Politiker